# ボンネビル・ソルトフラッツ

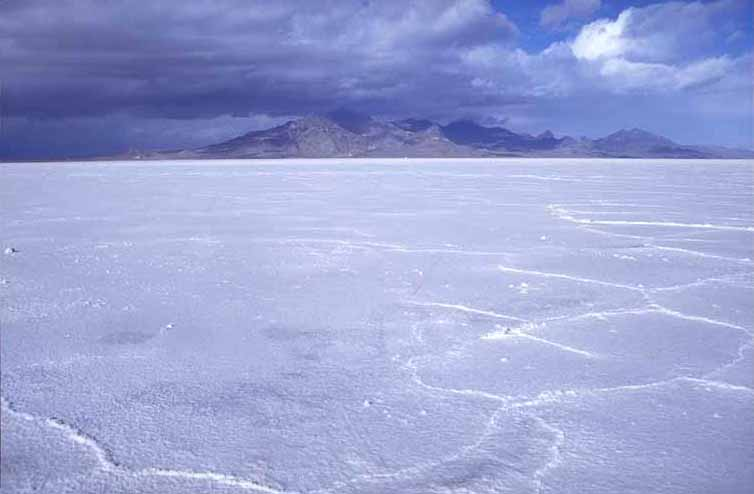
ボンネビル・ソルトフラッツ

ボンネビル・ソルトフラッツ（Bonneville Salt Flats）はアメリカ合衆国ユタ州北西部に位置するグレートソルト湖の西に位置する中で最も大きい、100平方マイル(260平方キロ)にも及ぶ塩湖の跡にできた平原（塩類平原・ソルトフラッツ）。毎年8月、ボンネビル・スピードウェイ（Bonneville Salt Flats International Speedway）が開催され、地上最速を競うモータースポーツ『スピードウィーク』で知られる。

## ボンネビル・スピードウェイ
1912年からスピード競争に使われ始めたソルトフラッツだが、1930年代にアブ・ジェンキンスとマルコム・キャンベル卿のスピード競争から多くの人々に知られるようになった。現在のスピードウィークではエンジンの種類や排気量など数十種類のカテゴリ分けがなされており、50ccのオートバイからロケットカーまでが記録を競う。
ただし、レース草創期から今日まで、あくまでも草レース（アマチュアレース）の域を脱していない。理由は湖面の標高が約1282mという高地で、平地と比較して空気中の酸素濃度が薄い事と、海水よりも高塩分濃度の湖水の水分が夏季の高気温で蒸発して固まった、厚さ数十センチの塩の塊の上で行われる等々の特異な環境由来の不安定要素が多く、更に参加車両に対して当レース専用の特殊な設定を施す参加者が多い事等から、当レースで樹立された記録はギネス級の特殊な速度記録を除いて、未だ国際的な競技連盟などからは公式記録には認定され難い事が多い。それでもこのレースイベントが世界的な関心事である理由は、バート・マンローやミッキー・トンプソンなどの伝説的なレーサーが華々しい記録を樹立していることから、世界中のスピード狂を自負するモータースポーツファンから絶大な支持を受けているからに他ならない。
又この別格なレースの影響で、ボンネビルの名を冠した車やオートバイの他、多数の物品が存在する。

## 悪臭問題
塩湖に生息するアルテミアという小型の甲殻類が大量繁殖後に腐敗することで、悪臭が発生していると言われるが、周囲から流れ込む下水が、綺麗に処理されていないため悪臭の原因になっているという説もある。映画「インデペンデンス・デイ」でスティーブン・ヒラー大尉（ウィル・スミス）が、捕獲した異星人を引きずって運びながら、その臭いについて悪態をつくシーンがあるが、このシーンのセリフは、ほぼアドリブであり、実際にロケ地での塩湖で撮影中に、耐え難い悪臭が漂っていたため、このようなセリフになった。

## 人物
- バート・マンロー

## 映画
ソルトフラッツの特異な光景は、多くの映画の撮影にも使われている。
- ワーロック（1989年）
- インデペンデンス・デイ（1996年）
- SLC Punk!（1998年）
- ブラウン・バニー（2003年）
- 世界最速のインディアン （2005年）
- パイレーツ・オブ・カリビアン/ワールド・エンド（2007年）